# 歩兵第111連隊
歩兵第111連隊（ほへいだい111れんたい、歩兵第百十一聯隊）は、大日本帝国陸軍の連隊のひとつ。

## 沿革
- 1940年（昭和15年）7月10日 - 軍旗拝受
- 1943年（昭和18年）

4月 - 南方に転進開始
4月10日 - スラバヤに集結しビルマに移動するまで東ジャワ島の警備に就く
- 1944年（昭和19年）

2月 - 第二次アキャブ作戦に参加、アキャブの警備に就く
4月 - サンドウェーに転進し防戦を続ける。カラダン河谷の戦いではスワイングを占領する。その後アラカン山脈で防戦を続ける
- 1945年（昭和20年）8月 - 終戦

## 歴代連隊長
| 代 | 氏名     | 在任期間              | 備考 |
| -- | -------- | --------------------- | ---- |
| 1  | 木庭知時 | 1940.8.1 -            |      |
| 2  | 矢木孝治 | 1944.9.22 - 1945.7.20 | 戦死 |